# Thomas Friemel
Thomas Friemel (* 6. Oktober 1967 in Rietberg) ist ein deutscher Journalist.
Friemel machte sein Abitur am Gymnasium Nepomucenum Rietberg. Seinen Zivildienst leistete er zwischen 1987 und 1989 in Paderborn, wobei er während des Zivildienst auf den Berufswunsch des Entwicklungshelfers kam. Infolgedessen arbeitete er neun Monate in brasilianischen Favelas. Nach der Rückkehr in Deutschland entschied er sich für Studium der Politikwissenschaft in Marburg und Berlin, welches er mit einem Diplom abschloss. 
Friemel machte ein Praktikum bei der Zeitung Norddeutsche Neueste Nachrichten und beim Presse- und Informationsamt der Stadt Karlsruhe, zudem machte er ein einjähriges Praktikum bei der Berliner Zeitung. Er arbeitete als Politikredakteur für die Zeitschrift Max und als Chefreporter für die Kölnische Rundschau und den Berliner Kurier. Bei der Hamburger Morgenpost und dem Männermagazin Matador war Friemel stellvertretender Chefredakteur, beim Männermagazin Player Chefredakteur.
Aufgrund seiner Unzufriedenheit beim Magazin Player kündigte Friemel seine Stelle. Durch den Besuch des Kongresses Visons Summit im Jahr 2008 wurde Friemel auf das Thema Social Business aufmerksam. Er kam auf die Idee zur Gründung einer Fachzeitschrift zu diesem Thema. Nachdem er Anfang 2009 dem GENISIS Institute for Social Business and Impact Strategies, welches für den Kongress verantwortlich ist, seinen Vorschlag präsentierte, erfolgte eine Umorientierung zur Publikumszeitschrift. Am 18. März 2010 erschien daraufhin die erste Ausgabe des Wirtschaftsmagazins enorm, welches sich mit Social Business, Social Entrepreneurship und Corporate Social Responsibility beschäftigt. Friemel wirkte bei dieser Zeitschrift als Chefredakteur und ist nun Chefredakteur des Verlages.
Thomas Friemel ist verheiratet und hat zwei Kinder.